# 1998 en sport
L'année 1998 en sport est marquée par le sacre des Bleus à la Coupe du monde 1998 et les affaires de dopage entachant le Tour de France. En rugby, le XV de France remporte le Tournoi des Cinq Nations. Les Jeux olympiques d'hiver ont lieu en février à Nagano.

## Automobile
- Mika Häkkinen remporte le Championnat du monde de Formule 1 au volant d'une McLaren-Mercedes.
- Carlos Sainz remporte le Rallye automobile Monte-Carlo sur une Toyota Corolla WRC.
- Tommi Mäkinen remporte le titre de champion du monde des Rallyes.

## Baseball
- Finale du championnat de France : Savigny bat Montpellier
- Les New York Yankees remportent les World Series face aux San Diego Padres, 4 victoires à zéro.
- Mark McGwire frappe 70 coups de circuit, battant le record de Roger Maris. Son rival Sammy Sosa en frappe 66. crossfit

## Basket-ball
- 9 avril, Euroligue : Bourges (France) remporte l'Euroligue en battant Getafe Madrid (Espagne) en finale, 76-64. Bourges devient ainsi le premier club français tout sport collectif confondu à conserver un titre européen.
- 23 avril, Euroligue : Kinder Bologne (Italie) bat AEK Athènes (Grèce) en finale, 76-64.
- Avril : Bourges enlève son 4e titre de champion de France féminin consécutivement.
- 26 mai : Pau-Orthez est champion de France masculin.
- 14 juin, NBA : les Chicago Bulls remportent leur troisième titre consécutif pour la deuxième fois en huit ans par 4 victoires pour 2 défaites face au Utah Jazz, grâce à un tir victorieux de Michael Jordan lors du sixième match à six secondes de la fin.
- 9 août : la Yougoslavie est championne du monde en s'imposant en finale 64-62 face à la Russie.

## Catch
- 18 janvier : Royal Rumble 1998
- 15 février : No Way Out of Texas (1998)
- 29 mars : Wrestlemania XIV
- 4 avril : Mayhem in Manchester
- 26 avril : Unforgiven (1998)
- 31 mai : WWF Over the Edge (1998)
- 28 juin : King of the Ring (1998)
- 26 juillet : Fully Loaded (1998)
- 30 août : SummerSlam 1998
- 27 septembre : Breakdown
- 18 octobre : Judgment Day (1998)
- 15 novembre : Survivor Series 1998
- 6 décembre : Capital Carnage

## Cyclisme
- 12 avril : victoire de Franco Ballerini (Italie) dans Paris-Roubaix.
- 7 juin : victoire de Marco Pantani (Italie) dans le Tour d'Italie.
- 2 août : victoire de Marco Pantani (Italie) dans le Tour de France.
  - Article de fond : Tour de France 1998
- 27 septembre : victoire d'Abraham Olano (Espagne) dans le Tour d'Espagne
- 11 octobre : Oscar Camenzind (Suisse) est champion du monde sur route à l'issue de la course en ligne.
- Michele Bartoli (Italie) termine N°1 du classement UCI.

## Équitation
- Jeux équestres mondiaux à Rome en Italie :
  - Saut d'obstacles individuel : Rodrigo Pessoa et Gandini Lianos (BRA).
  - Saut d'obstacles équipe : Allemagne.
  - Dressage individuel : Isabell Werth et Gigolo (GER).
  - Dressage équipe : Allemagne.
  - Complet individuel : Blyth Tait et Ready Teddy (NZL).
  - Complet équipe : Nouvelle-Zélande.

- Championnat de France à Lamotte-Beuvron en France:
  - Complet individuel: Alexandra Ledermann et Rochet M (FRA).
  - Complet Equipe: Bailly Sport Equin.
  - Complet Junior individuel: Leneveu Adrien et Memphys (FRA).
  - Complet Équipe Junior: Bois Moret.

## Football
- 3 mai : Arsenal est champion d'Angleterre. C'est une grande première pour un entraineur non britannique, le français Arsène Wenger en l'occurrence.
- 6 mai : au Parc des Princes, l'Inter Milan remporte la Coupe UEFA en s'imposant en finale face à la Lazio Rome.
- 9 mai : le RC Lens remporte le Championnat de France.
- 10 mai : la Juventus est sacrée championne d'Italie.
- 13 mai : Chelsea remporte la Coupe d'Europe des vainqueurs de coupes.
- 16 mai : Arsenal réalise le doublé en enlevant la FA Cup à Wembley.
- 20 mai : le Real Madrid remporte la Ligue des champions, 32 ans après son dernier succès dans l'épreuve reine du Vieux-Continent.
- 12 juillet : la France remporte la Coupe du monde de football.
  - Article de fond : Coupe du monde de football 1998

## Football américain
- 25 janvier : les Denver Broncos remportent le Super Bowl XXXII contre les Green Bay Packers, 31-24. Article détaillé : Saison NFL 1997.
- Finale du championnat de France : Argonautes Aix bat Flash La Courneuve.
- 14 juin : NFL Europe, World Bowl VI : Rhein Fire (Allemagne) 34, Francfort Galaxy (Allemagne) 10.
- Eurobowl XII : Hambourg Blue Devils (Allemagne) 38, Flash La Courneuve (France) 19.
- 3 septembre : fondation de l'ASBL Brussels Tigers club basé à Bruxelles.

## Football australien
- Adelaide Football Club remporte le championnat AFL australien.

## Football canadien
- Coupe Grey : Les Stampeders de Calgary battent 26-24 les Tiger-Cats de Hamilton.

## Golf
- 12 avril : Mark O'Meara (USA) remporte le Masters.
- 21 juin : Lee Janzen (USA) gagne le tournoi de l'US Open.
- 19 juillet : Mark O'Meara (USA) remporte le British Open.
- 16 août : Vijay Singh (USA) enlève le tournoi de l'USPGA.

## Handball
- 7 juin : la Suède, emmenée par Magnus Wislander, bat l'Espagne 25-23 en finale et remporte le Championnat d'Europe de handball masculin 1998, disputé en Italie.

## Hockey sur glace
- Coupe Magnus : Grenoble champion de France.
- Zug champion de Suisse.
- 17 mai : la Suède remporte les championnats du monde en s'imposant en finale face à la Finlande.
- Les Red Wings de Détroit remportent la Coupe Stanley en battant les Capitals de Washington par 4 victoires à zéro.

## Jeux olympiques
- Jeux olympiques d'hiver à Nagano (Japon) dont les compétitions se tiennent entre le 7 février et le 22 février.
  - Article de fond: Jeux olympiques d'hiver de 1998.

## Moto
- Vitesse
  - 500 cm3 : Michael Doohan (Australie) champion du monde en 500 cm3 sur une Honda.
  - 250 cm3 : Loris Capirossi (Italie) champion du monde en 250 cm3 sur une Aprilia.
  - 125 cm3 : Kazuto Sakata (Japon) champion du monde en 125 cm3 sur une Aprilia.
- Endurance
  - Bol d'or (12 - 13 septembre) : Suzuki remporte l'épreuve avec les pilotes Goddard, Rymer et Morrison.
  - 24 heures du Mans Moto : Kawasaki remporte l'épreuve avec les pilotes Sebileau, Paillot et Jermany.
- Moto-cross
  - 500 cm3 : Joël Smets (Belgique) est champion de monde en 500 cm3 sur une Husaberg.
  - 250 cm3 : Sébastien Tortelli (France) est champion de monde en 250 cm3 sur une Kawasaki.
  - 125 cm3 : Alessio Chiodi (Italie) est champion de monde en 125 cm3 sur une Yamaha.
- Enduro
  - 22 février, Enduro du Touquet : Arnaud Demeester s'impose sur les plages du Touquet sur une Yamaha.

## Natation
- 28 mars : à Paris, Brigitte Becue bat le record d'Europe du 100 m brasse (en bassin de 25 m) et le porte à 1 min 06 s 87.
- 13 septembre : à Kuala Lumpur, lors des jeux du Commonwealth, le relais australien composé de Ian Thorpe, Daniel Kowalski, Matthew Dunn & Michael Klim bat le record du monde du 4x200 m nage libre et le porte à 7 min 11 s 86.

## Patinage artistique
- Championnats du monde:
  - Hommes : Aleksey Yagudin, Russie.
  - Femmes : Michelle Kwan, USA.
  - Couples : Elena Berejnaïa et Anton Sikharulidze, Russie.

## Rugby à XIII
- 3 mai : à Carcassonne, Saint-Estève remporte la Coupe de France face à Avignon 38-0.
- 30 mai : à Narbonne, Saint-Estève remporte le Championnat de France face à Villeneuve-sur-Lot 15-8.

## Rugby à XV
- 31 janvier : Bath Rugby remporte la Coupe d'Europe face au CA Brive, 19 à 18.
- 1er février : bouclier européen - Finale française : US Colomiers 43-5 SU Agen.
- 5 avril : le XV de France enlève le Tournoi des Cinq Nations en signant un second Grand chelem consécutif.
  - Article détaillé : Tournoi des Cinq Nations 1998
- 16 mai : championnat de France - Le Stade français s'impose en finale 34 à 7 contre l'USA Perpignan.

## Ski alpin
- Coupe du monde
  - Hermann Maier (Autriche) remporte la Coupe du monde chez les hommes.
  - Katja Seizinger (Allemagne) remporte la Coupe du monde chez les femmes.

## Sport hippique
- Australie : Melbourne Cup remportée par Jezabeel.
- France : Sagamix gagne le Prix de l'Arc de Triomphe.
- Irlande : Dream Well remporte le Derby d'Irlande.
- Angleterre : High-Rise gagne le Derby d'Epsom.
- USA : Real Quiet gagne le Kentucky Derby et les Preakness Stakes, mais manque la Triple Couronne pour une défaite d'un nez dans les Belmont Stakes.
- USA : Awesome Again remporte la Breeders' Cup Classic.

## Tennis
- 26 juillet : le Brésilien Gustavo Kuerten remporte le Tournoi de Stuttgart (Allemagne), sur terre battue, en battant en finale le Tchèque Karol Kučera sur le score de 4-6, 6-2, 6-4

- Open d'Australie :
  - Hommes : Petr Korda.
  - Femmes : Martina Hingis.
- Roland Garros :
  - Hommes : Carlos Moyà.
  - Femmes : Arantxa Sánchez Vicario.
- Wimbledon :
  - Hommes : Pete Sampras.
  - Femmes : Jana Novotná.
- US Open :
  - Hommes : Patrick Rafter.
  - Femmes : Lindsay Davenport.
- Coupe Davis : la Suède l'emporte par 4-1 sur l'Italie.
  - Article détaillé : Coupe Davis 1998
- Fed Cup : l'Espagne s'impose en finale sur la Suisse, 3-2.
  - Article détaillé : Fed Cup 1998

## Voile
- New York-San Francisco : Yves Parlier enlève la course.
- Lorient-Saint-Barth : la transat en double est remportée par le binôme Guessard-Jourden.
- Route du Rhum : Laurent Bourgnon gagne la course.

## Volley-ball
- Modène (Italie) remporte la Ligue des champions masculine.
- Dubrovnik (Croatie) gagne la Ligue des champions féminine.

## Naissances
- 16 février : Kim Su-ji, plongeuse sud-coréenne.
- 22 février : Aziz Ganiev, footballeur international ouzbek.
- 6 avril : Karolien Florijn, rameuse néerlandaise.
- 25 avril : Satou Sabally, basketteuse allemande.
- 3 mai : Jonas Busam, footballeur allemand.
- 27 mai : Friana Kwevira, athlète handisport vanuatuane.
- 6 juillet : Sarah-Léonie Cysique : judokate française.
- 28 juillet : Frank Ntilikina, basketteur français.
- 31 aout : Jason Grandry, judoka français.
- 11 août : Zhang Mengyu, taekwondoïste chinoise.
- 22 octobre : Tobias Krick, volleyeur allemand.
- 16 novembre : Inese Tarvida, taekwondoïste lettone.
- 19 décembre : Anastasia Arkhipovskaïa, nageuse synchronisée russe.
- 20 décembre : Kylian Mbappé footballeur français.

## Décès
- 1er janvier : Helen Wills, (tennis - USA) à 92 ans.
- 8 mars : Ray Nitschke, (football américain - USA) à 61 ans.
- 6 avril : Rudy Dhaenens, (Cyclisme - Belgique) à 37 ans.
- 15 mai : Earl Manigault, (basket-ball - USA) à 53 ans.
- 13 juin : Éric Tabarly, (voile - France) à 66 ans.
- 13 juin : Fernand Sastre, (football - France) à 74 ans.
- 13 juillet : Pierre Garonnaire, (football - France) à 82 ans.
- 2 septembre : Jackie Blanchflower, (football - Irlande du Nord) à 65 ans.
- 22 septembre : Florence Griffith Joyner, 38 ans, athlète américaine. (° 21 décembre 1959).
- 2 octobre : Olivier Gendebien, 74 ans, pilote automobile belge. (° 12 janvier 1924).
- 10 novembre : Hal Newhouser, 77 ans, joueur de baseball américain. (° 20 mai 1921).
- 9 décembre : Archie Moore, 84 ans, boxeur américain. (° 13 décembre 1913).